# Capnura fibula
Capnura fibula är en bäcksländeart som först beskrevs av Peter Walter Claassen 1924.  Capnura fibula ingår i släktet Capnura och familjen småbäcksländor. Inga underarter finns listade i Catalogue of Life.